# Ronald Baensch
Ronald "Ron" Baensch (Melbourne, Victòria, 5 de juny de 1939 - 28 de desembre de 2017) va ser un ciclista australià, que fou professional de 1964 a 1970. Especialista en el ciclisme en pista, va aconseguir quatre medalles, una d'elles com amateur, als Campionats del món de velocitat.
Va participar en els Jocs Olímpics de Roma en la prova de Velocitat, on va acabar quart, perdent el tercer lloc a favor de Valentino Gasparella.